# Monastère Saint-Sauveur du Rozier
Pour les articles homonymes, voir Église Saint-Sauveur.
Le monastère Saint-Sauveur du Rozier était un monastère bénédictin fondé au XIe siècle sur la commune du Rozier. Il ne reste  de ce monastère que l'église Saint-Sauveur, devenue inscrite Monument historique en 1960. Cette église est devenue, à la suite de la disparition du monastère, l'église paroissiale. Elle fait partie aujourd'hui de la paroisse Saint-Frézal du diocèse de Mende.

## Histoire
Le monastère a été fondé en 1075 par l'évêque de Mende Aldebert Ier de Peyre dans le village d'Entraygues. C'est parce que les moines y plantaient des roses que le village prit le nom de Rosier, devenu Rozier à la révolution. L'évêque place le monastère sous la protection des bénédictins de l'abbaye d'Aniane.
Les coseigneurs du Rozier, notamment Dédoat de Canillac donnent alors l'église conventuelle au monastère, par l'intermédiaire de Pons II de Canillac, abbé d'Aniane. Les seigneurs de Mostuéjouls, dans le Rouergue voisins, donnent également plusieurs de leur possession au monastère.

### Sources et références
1. 1 2  Notice no PA00103909, sur la plateforme ouverte du patrimoine, base Mérimée, ministère français de la Culture